# Polygenis caucensis
Polygenis caucensis är en loppart som beskrevs av Mendez 1977. Polygenis caucensis ingår i släktet Polygenis och familjen Rhopalopsyllidae. Inga underarter finns listade i Catalogue of Life.